# Albrecht von Wallenstein
Albrecht von Wallenstein ou von Waldstein (Albrecht Wenzel Eusebius von Waldstein) (em tcheco, Albrecht Václav Eusebius z Valdštejna) (Heřmanice, Boêmia, 24 de setembro de 1583 – Eger, 25 de fevereiro de 1634) foi um generalissimus imperial do tempo da Guerra dos Trinta Anos e duque da Friedland e Mecklemburgo, príncipe de Sagan. Ele lutou ao lado do imperador Fernando II e da Liga Católica contra a União Protestante.
Destacou-se pela sua capacidade de financiar, levantar e suprir forças cada vez mais numerosas, alcançando a cifra de 100 mil homens. Derrotou a Dinamarca, na segunda fase do conflito e enfrentou, com algum sucesso, o rei da Suécia, Gustavo Adolfo.
Entretanto, acabou se tornando credor do imperador e começou a agir com um grau de independência que gerou insegurança entre as forças católicas. Acabou por cair em desgraça, sendo destituído e  assassinado por oficiais da confiança do imperador.

## Participação na Guerra dos Trinta Anos

### Início do conflito
Quando a Morávia aderiu a rebelião protestante de Frederico V contra Fernando II, em 1619, era comandante da infantaria deste território, ocasião em que fugiu para Viena com as receitas do tesouro moraviano. Isso ocorreu em um momento importante para o imperador, porque as forças rebeldes, sob o comando de Matias Thurn, haviam marchado através da baixa Áustria e começado um cerco desorganizado e rapidamente fracassado a Viena.

### Intervenção Dinamarquesa
Em setembro de 1625, quando da intervenção dinamarquesa, deslocou seu exército de 20 000 homens no norte da Boêmia e marchou para o oeste da Alemanha, adotando como quartéis de inverno os ricos bispados protestantes de Halberstadt e Magdeburgo.
Em 25 de abril de 1626, comandou o cerco a uma posição fortificada que estava sob o comando do tenente Aldringen. Em seguida, empurrou as tropas do comandante protestante von Mansfeld através da ponte de Dessau, no rio Elba. Nesta ocasião, von Waldstein  contava com pelo menos o dobro de homens dos quase 7 000 de seu adversário.  Como resultado da derrota, von Mansfeld teve perto de 3 000 soldados capturados, a maioria de infantaria, indo aquartelar-se em Brandenburgo. Na sequência, no mês de junho, von Mansfeld seguiu em direção a Silésia com reforços, sendo firmada uma trégua entre os dois comandantes em outubro. Com isso, von Waldstein ocupou a linha do Elba e, aquando da campanha seguinte, em 1627, rapidamente destruiu o exército protestante.
Segundo Guthrieː “o uso eficiente da superioridade numérica para eliminar um adversário mais fraco viria a
tornar-se uma das especialidades de Waldstein."
Também neste período mandou alguns soldados como reforços ao conde von Tilly, as quais atuaram na vitória da Liga Católica e Imperial contra as forças de Cristiano IV na Batalha de Lutter-am-Bamberg, ocorrida em 27 de agosto de 1626.

### Invasão de Mecklemburg
Tendo completado duas operações no leste, em maio de 1627 juntou suas forças as de von Tilly na invasão dos ducados de Mecklemburg e, em 14 de setembro, tendo as tropas imperiais invadido o Holstein dinamarquês, o último exército deste país foi esmagado na Batalha de Grossembrode.
Por causa dessas derrotas, Cristiano IV foi obrigado a se refugiar na ilhas do mar Báltico. Para destruir esta resistência, o imperador nomeou von Waldstein almirante do mar Báltico em janeiro de 1628, recebendo em março os ducados de Mecklemburgo, com os portos de Wilmar e Rostock, na tentativa de acabar com o apoio protestante a Cristiano IV nas ilhas do norte da Alemanha durante a primavera seguinte. Todavia, esta tarefa seria prejudicada pela falta de uma armada adequada.

### Intervenção sueca, demissão e retorno
Em 13 de maio, seu subordinado von Arnim começa o cerco a Stralsund, na Pomerânia, com von Waldstein chegando em 6 de julho para comandar pessoalmente as operações. Entrementes, em 23 de junho, Stralsund firmou uma aliança de 30 anos com o rei Gustavo Adolfo da Suécia. A cooperação entre suecos e dinamarqueses forçou von Waldstein a levantar o cerco em 24 de julho, permitindo assim que a Suécia tivesse seu primeiro ponto de apoio na Alemanha.
Porém, em 02 de setembro, von Waldstein derrotou completamente Cristiano IV na Batalha de Wolgast, forçando o soberano dinamarquês a fugir de barco de volta para a Dinamarca. Esse conjunto de operações realmente destruiu as possibilidade dinamarquesas na guerra, embora a Paz de Lubeck tenha sido adiada até 1629.
Após o Édito da Restituição, na reunião eleitoral de Regensburg, os eleitores católicos forçaram sua demissão pelo imperador e também a cassação de seu título de generalissimus, além de se recusarem a elegerem o filho do imperador como rei dos romanos, reduziram o tamanho do exército imperial de 150 000 homens no papel para 39 000, sendo o exército da Liga Católica reduzido para 20 000, além de alterarem sua estrutura de comando e os métodos de financiamento. Ademais, o conde de Tilly foi nomeado comandante dos exércitos Imperial e da Liga Católica.
Pouco antes da demissão de von Waldstein, porém, começava a intervenção sueca, em 1630. Na sequência desta, o conde de Tilly foi derrotado na Primeira Batalha de Breitenfeld. Graças a vitória, os suecos invadiram a Francônia, a Turíngia, os vales do Main e do Reno. Em novembro de 1631, os suecos tomaram Frankfurt e, em dezembro, invadiram o Baixo palatinado e cruzaram o Reno e armaram seu acampamento de inverno no Eleitorado da Mogúncia. Em 1632, os suecos tomaram Donauwörth, atravessaram o rio Lech sob fogo das tropas do conde von Tilly, que foi morto nesta ocasião e, finalmente, capturaram Munique, forçando a fuga do eleitor Maximiliano I.
Frente a todos esses desastres, o imperador chamou novamente von Waldstein e, em 13 de abril de 1632, o nomeou mais uma vez generalissimus. Em meados de maio, ele recapturou Praga e, no fim deste mesmo mês, o exército da Saxônia foi expulso da Boêmia. Em 9 de junho, os suecos comandados pelo rei Gustavo Adolfo chegaram a Nuremberg e começaram a construir uma rede de baluartes e redutos em torno da cidade. Em julho, o exército de von Waldstein começou o cerco das fortificações suecas, tentando submeter os inimigos pela fome. Nos dois meses seguintes, a capacidade da região de prover as tropas esgotou-se, enquanto von Waldstein conseguia cortar as rotas de abastecimento dos acampamentos suecos e chegavam reforços católicos.

### Batalha de Lützen
Tentando escapar da armadilha, o exército sueco buscou conquistar a posição fortificada de Alte Veste, mas fracassou. Neste ínterim, as epidemias haviam começado no acampamento sueco. Porém, como a falta de abastecimento também atingia as forças católicas, von Waldstein tentou dispersar suas forças, capturando Leipzig em 1 de novembro e observando ao comandante de cavalaria Pappenheim que: "Se o eleitor [da Saxônia] está perdido, o rei [da Suécia] também estará perdido", considerando o exército do rei Gustavo Adolfo como "Totalmente arruinado." De uma maneira incompreensível, porém, entendeu que a época em que se faziam campanhas militares havia acabado e, em 14 de novembro, começou a dissolver as tropas católicas.
O rei Gustavo Adolfo, todavia, atacou von Wallestein, dando vez a Batalha de Lützen. Neste confronto, o exército Imperial e da Liga Católica abandonou o campo de batalha, após a morte tanto de seu comandante Pappenheim quanto do próprio rei sueco. A decisão de von Wallenstein em abandonar o campo de batalha, contra conselhos dos subalternos e após ter pedido toda a sua artilharia, fez com que na época ela fosse considerada uma vitória protestante. Mas, recentemente, historiadores tem considerado a batalha como inconclusiva, sobretudo porque após ela o exército Imperial e da Liga Católica permanecia maior. Guthrie, por sua vez, considera que a batalha foi uma derrota para ambos os lados.

### Queda em Desgraça, Demissão e Assassinato
Em outubro de 1633, von Waldstein atacou o quartel general do conde Matias Thurn, chefe militar da recém criada Liga Heilbronn, em Steinau, conseguindo uma importante vitória e capturando o comandante adversário, que entregou todas as cidades do norte da Silésia em troca de ser libertado. Após, avançou em direção a Lusácia, pela linha do rio Oder, atacando Brandenburgo e a Saxônia. Começaram, então, dissensões entre Brandenburgo e a Suécia, em torno da posse da Pomerânia.
Porém, apesar de suas vitória, no final de 1633 todos desconfiavam de Wallenstein, principalmente o imperador. Em 12 de janeiro de 1634 fez chegar emissários ao acampamento do generalissimus, em Pilsen, ordenando que deslocasse as tropas católicas para a Baviera. A reação de von Waldstein foi ordenar que todos os seus comandantes lhe jurassem fidelidade. Dois deles, Picolomini e Gallas, fugiram e emitiram um comunicado dizendo que o comando de von Waldstein estava terminando, o que o imperador confirmou em 18 de fevereiro, começando então as deserções em grande escala no exército.
Em 25 de fevereiro, afinal, von Waldstein e seus colaboradores mais fiéis foram todos assassinados por um grupo comandado pelos mercenários estrangeiros Butler, Gordon e Lesley, na localidade de Eger.